# Librascope
Librascope — американская компания, основанная в 1937 году Льюисом Иммом (Lewis W. Imm). Расположена в Глендейле (Калифорния). Компания занималась улучшением балансировки самолётов, а также различными военно-прикладными исследованиями и опытно-конструкторскими работами.

## История
В 1941 году Librascope была приобретена компанией General Precision Equipment, в составе которой выпускала первые цифровые компьютеры, продававшиеся как для коммерческих, так и для оборонных организаций. В 1956 году для проектирования компьютера LGP-30 компания пригласила Стэна Френкеля, участника Проекта «Манхэттен» и одного из первых программистов на ENIAC.
После покупки Librascope компанией «Зингер», её деятельность сосредоточилась на производстве морских систем для оборонной промышленности. Компания специализировалась на противопожарных системах для торпед, но также продолжала работы по множеству других мелких военных контрактов в течение 1970-х годов.
После того как в «Зингер» после рейдерского поглощения главным стал Пол Билцериан, в 1992 году Librascope была продана компании Loral, а в 1996 году перепродана компании Lockheed-Martin, где в конечном итоге была объединена с подразделением Lockheed-Martin Federal Systems и сейчас называется Lockheed-Martin NE&SS-Undersea Systems.
По некоторым документам с history.nasa.gov Архивная копия от 2 марта 2000 на Wayback Machine, на второй ступени ракеты «Центавр» использовался компьютер Librascope 3. Компьютер Librascope для ракеты Atlas-Centaur был 25-битным компьютером с памятью на магнитном барабане.
Сейчас компания занимается производством бортовых компьютеров и бортовых регистраторов («чёрных ящиков») для авиатехники.